# Cristina Acidini Luchinat
Cristina Acidini Luchinat (Florence, 1951) est une femme de lettres et une historienne de l'art italienne contemporaine.

## Biographie
Lauréate de l'Histoire de l'Art à l'Université de Florence en 1977, Cristina Acidini reçut une bourse d'études de la Fondazione di Studi di Storia dell'Arte Roberto Longhi et enseigna à l'Université de Suny Plattsburg de New York,
Elle entra au Ministère des biens culturels italien en 1991 et devint en 1999 Soprintendente Vicario alla Soprintendenza per i Beni Artistici e Storici di Firenze.
Ce fut Cristina Acidini Luchinat qui, en 1992, reconnut Domenico di Zanobi comme étant le maître anonyme dit Maître de la Nativité Johnson, assistant de Fra Filippo Lippi à Prato.
En 2000, elle dirigea l'Opificio delle pietre dure  succédant à Giorgio Bonsanti, son dirigeant de 1988 à 2000. Elle lui succéda également à la direction du Polo Museale di Firenze quand il partit diriger les musées du Vatican,
Elle a organisé plusieurs grandes expositions sur l'art en Italie, a écrit de nombreux ouvrages sur l'art et deux romans également.

## Ouvrages sur l'art
- Les Chefs-d'œuvre : Trésors de l'art mondial, Place des Victoires, 2009
- Michel-Ange peintre, Actes Sud, 2007
- Michel-Ange sculpteur, avec Aurelio Amendola, Actes Sud, 2006, 2010
- Les Grands Maîtres de l'art italien, Hazan, 2004
- Botticelli, Gallimard, 2001
- Les Allégories mythologiques, 2001
- Jardins des Médicis - jardins des palais et des villas dans la Toscane du Quattrocento, Actes Sud, 1999
- La Chapelle des Mages, traduit de l'italien par Françoise Liffran, Éd. Gallimard (15/11/1994)